# Németh János (ezredes)
Németh János (Szombathely, 1786. – Budapest, 1877. augusztus 27.) magyar honvédezredes, fia Németh Albert nemzetőr őrnagy.

## Életútja
Magyar birtokos nemesi családból származott, apja szeptemvir. Németh János a 7. huszárezredben teljesített szolgálatot 1809-1823 közt, századosi rangban nyugalmazták. Nyugalmazott katonatisztként is magával ragadták az 1848–49-es forradalom és szabadságharc eseményei. 1848 júliusától már önkéntes parancsőrtiszt a Délvidéki hadseregnél. 1848. szeptember 1-től referens a Honvédelmi Minisztériumban. 1848. októbertől honvédőrnagy, Mészáros Lázár hadügyminiszter karsegéde. 1849. januárjától alezredes előző beosztásában. 1849. május 10-től ezredes, a bábolnai méntelep parancsnoka. Világosnál, Görgei Artúrral tette le a fegyvert az oroszok előtt.
Aradon 10 évi várfogságra ítélték, 1852-ben kapott kegyelmet. Az 1867-es kiegyezés után belépett a pesti honvédegyletbe.